# Kamarupa
Il regno di Kamarupa, chiamato anche Pragjyotisha fu il primo regno storico dell'Assam, posto storicamente tra il IV e il XII secolo. Governato da 3 dinastie dalle loro capitali ad oggi Guwahati e Tezpur, copriva l'intera valle del fiume Brahmaputra, il Bengala del Nord e a volte anche parte del Bangladesh.
Sebbene il regno scomparve nel XII secolo e fu rimpiazzato da entità politiche più piccole, Kamarupa rimase tra i cronisti antichi e medievali come definizione della regione che un tempo l'impero ricopriva. Alauddin Hussain Shah che invase il regno Kamata chiamava invece la regione Kamru o Kamrud.
Nel XVI secolo il regno Ahom crescendo di importanza assunse per se stesso il retaggio politico e territoriale del regno kamarupa.
Il nome del regno rimane in un distretto dell'Assam, il distretto di Kamrup.